# Мигел Мена
Мигел Анхел Мена (шп. Miguel Angel Mena; Манагва, 7. јул 1997) никарагвански је пливач чија ужа специјалност су спринтерске трке слободним стилом. Вишеструки је национални рекордер и првак у великим и малим базенима, учесник Олимпијских игара и светских првенстава. 

## Спортска каријера
Мена је дебитовао на међународној пливачкој сцени 2014. на Светском првенству у малим базенима у Дохи, а најбољи резултат му је било 50. место остварено у квалификацијама трке на 200 метара делфин стилом. Годину дана касније дебитовао је и на светским првенствима у великим базенима пошто је наступио на Првенству у Казању (62. на 50 слободно и 77. место на 100 слободно), односно на Панамеричким играма чији домаћин је био град Торонто.  
Захваљујући специјалној позивници ФИНА наступио је на Олимпијским играма у Рију 2016, пливао је у квалификацијама трке на 100 слободно, а његово време од 53,40 секунди је било довољно за 55. место у конкуренцији 59 пливача. 
Наступао је и на Светском првенству умалим базенима у Виндзору 2016, те на првенствима у великим базенима у Будимпешти 2017 (86. на 50 слободно и 79. место на 100 слободно) и Квангџуу 2019 (78. на 50 слободно и 75. место на 100 слободно). Такође је био члан пливачке репрезентације Никарагве на Панамеричким играма у Лими 2019. године. 